# Pseudotropheus demasoni
Pseudotropheus demasoni é uma espécie de peixe da família Cichlidae.
É endémica da Tanzânia.
Os seus habitats naturais são: lagos de água doce.  

## No aquário
Os demasonis pombo gostam de aquários superiores a 100L ph 8.1 e temperatura 27 °C.Apesar de seu tamanho pequeno (8 cm), é um animal que é agressivo e territorialista. É aconselhável ter apenas um macho por aquário. O aquário deste peixe deverá ter várias tocas e esconderijos.São predominantemente herbívoros,mas precisam de proteína para a formação dos seus ovos.Mesmo assim seu consum o não deve ultrapassar 40% do que o peixe come,caso contrário corre-se o risco de pegar Malawi Bloat. Alguns só atingem o dobro do tamanho porquê a dieta não foi ideal.Excesso de proteína é letal, pois as gorduras acumulam-se no fígado, e isso poderá repercutir na formação dos filhotes. 

## Reprodução
A identificação física entre machos e fêmeas dessa espécie é difícil,apenas especialistas conseguiriam identificar,e mesmo assim,só depois de presenciar a desova.Quanto a psicológica,os machos são mais territorialistas e pelo fato de parar na frente e tremer infrene diante deles.São animais poligâmicos.